# Casaleggio Novara
Casaleggio Novara (piemontiul: Casalegg vagy Casaleugg) település Olaszországban, Piemont régióban, Novara megyében. Lakosainak száma 895 fő (2023. január 1.). Casaleggio Novara Briona, Castellazzo Novarese, Mandello Vitta, San Pietro Mosezzo és Vicolungo községekkel határos.

## Népesség
A település népességének változása:
| Lakosok száma | 929  | 927  | 895  |
|               | 2017 | 2018 | 2023 |